# Фентон, Ричард
Ричард Генри Фолкленд Фентон (англ. Richard Henry Falkland Fenton, 3 марта 1837, Лондон — 16 марта 1916, там же) — английский шахматист и шахматный композитор. Член шахматного клуба Пёрселла. Наивысшее достижение в качестве шахматиста-практика — участие в 7-м конгрессе Британской шахматной федерации (Лондон, 1892 г.). Фентон поделил 6—7 места с Ф. Ли (результат — 5½ из 11: +3-3=5). Также он участвовал в лондонских турнирах 1891 и 1897 гг. В 1890 г. Фентон участвовал в чемпионате Великобритании среди любителей.
В историю шахмат вошел как соавтор партии-прототипа знаменитого этюда Барбье — Сааведры. В 1875 г. он сыграл партию против У. Поттера, на основе которой Ж. Барбье составил этюд, впоследствии дополненный Ф. Сааведрой.
Предположительно, некоторое время был скрытым игроком в аппарате «Мефисто».